# Sigmatismus interdentalis
Sigmatismus interdentalis (dt. ‚Zwischenzahnlispeln‘) ist ein Sprechfehler, eine Sonderform des Lispelns. Er wird durch eine Störung der Lautbildung verursacht. Die Zungenspitze stößt beim Sprechen zwischen die Zähne anstatt gegen den Zahndamm. Die Ursache kann ein Zungenpressen sein.